# 423
423（四百二十三、よんひゃくにじゅうさん）は自然数、また整数において、422の次で424の前の数である。

## 性質
- 423は合成数であり、約数は 1, 3, 9, 47, 141, 423 である。
  - 約数の和は624。
- 114番目のハーシャッド数である。1つ前は420、次は432。
  - 9を基とする37番目のハーシャッド数である。1つ前は414、次は432。
- 4つの平方数の和18通りで表せる最小の数である。次は426。
  - 4つの平方数の和 n 通りで表せる最小の数である。1つ前の17通りは322、次の19通りは370。(オンライン整数列大辞典の数列 A025416)
- 423 = 23 + 23 + 43 + 73
  - 4つの正の数の立方数の和で表せる102番目の数である。1つ前は416、次は424。(オンライン整数列大辞典の数列 A003327)
- 423 = 32 × 47
  - 2つの異なる素因数の積で p2 × q の形で表せる51番目の数である。1つ前は412、次は425。(オンライン整数列大辞典の数列 A054753)
- 桁で並べ替えをすると連続自然数になる38番目の数である。1つ前は354、次は432。(オンライン整数列大辞典の数列 A288528)

## その他 423 に関連すること
- 西暦423年
- 国鉄423系電車
- 423 × 10−3 = 0.423 は π − e の近似値である。(オンライン整数列大辞典の数列 A073244)
- 423 × 10−2 = 4.23 は φ3 = 2 + √5 の数字列である。(ただしφは黄金比)(オンライン整数列大辞典の数列 A098317)